# Armoriale dei comuni della provincia di Lucca

Stemma della Provincia di Lucca

Questa pagina contiene le armi (stemmi e blasonature) dei comuni della provincia di Lucca.
| Stemma                                            | Comune e blasonatura | Gonfalone e/o bandiera                  |
| ------------------------------------------------- | --- | --------------------------------------- |
|                                                   | Altopascio Scudo azzurro, alla croce commissa ("Tau") d'argento, sormontata da un lambello rosso. R.D. del 26 gennaio 1899 Gonfalone: Drappo di bianco riccamente ornato di ricami d'argento e caricato dello stemma comunale con l'iscrizione centrata in argento: Comune di Altopascio. D.P.R. del 26 settembre 1973 |                                         |
|                                                   | Bagni di Lucca Inquartato: nel primo e quarto, d'azzurro alla banda d'oro caricata dalla parola "Libertas"; nel secondo e terzo, troncato d'argento e di rosso. Gonfalone: Drappo di azzurro… |                                         |
|                                                   | Barga D'azzurro alla barca alberata di un pino con le sue fronde al naturale, velata di argento, navigante sul mare al naturale. D.C.G. del 26 febbraio 1932 Gonfalone: Drappo di colore bianco riccamente ornato di ricami d'argento e caricato dello stemma, con l'iscrizione centrata in argento: Città di Barga. D.C.G. del 26 febbraio 1932 |                                         |
|                                                   | Borgo a Mozzano Di azzurro, alla torre di argento, murata di nero, merlata di sette alla guelfa, finestrata di due in fascia, di nero, chiusa dello stesso, fondata sulla collina tondeggiante, di verde, essa collina fondata in punta e uscente dai fianchi, caricata dal corso d'acqua, uscente dalla porta, sinuoso, allargantesi e desinente in punta, di azzurro, fluttuoso di argento. Ornamenti esteriori da Comune. alias: d'azzurro, alla torre d'oro, merlata alla guelfa, fondata sulla campagna, con un fiume che esce dalla posta e scorre sulla campagna, il tutto al naturale. Gonfalone: Drappo di bianco con la bordatura di azzurro… |                                         |
|                                                   | Camaiore di colore rosso, alla banda d'argento, caricata di tre tortelli d'azzurro. D.C.G. del 1º dicembre 1930 Gonfalone: Drappo bianco, riccamente ornato di ricami d'argento e caricato dello stemma del comune. Regie lettere patenti del 7 gennaio 1932 |                                         |
|                                                   | Camporgiano D'azzurro, ad una torre d'oro, posta sopra un colle al naturale, cimata da una bandiera e sormontata da tre stelle (6) d'oro, male ordinate. Gonfalone: Drappo di azzurro… | Gonfalone in uso Gonfalone precedente   |
|                                                   | Capannori Scudo bianco e rosso con al centro una capanna; contornano lo scudo fronde di lauro a sinistra ed una cornucopia a destra, dalla quale fuoriescono i frutti della terra. Una pantera è accovacciata su foglie di acanto al di sotto dello scudo Stemma antico: troncato, d'argento e di rosso, alla capanna al naturale, posta sulla troncatura. Gonfalone: Drappo troncato di bianco e di rosso… |                                         |
| Attestata anche una versione precedente           | Careggine D'azzurro, all'aquila coronata d'oro, accostata sulla sinistra da un carro d'argento e sormontata dalle parole CAR-POP. Stemma antico: d'azzurro, all'aquila coronata d'oro, afferrante un carro, in atto di volare, accostata da una casa al naturale, fondata su una collina di verde, il tutto sormontato dalle parole CAR. -POP. Gonfalone: Drappo di azzurro… | Attestata anche una versione precedente |
|                                                   | Castelnuovo di Garfagnana D'oro, al leone al naturale. D.C.G. del 21 agosto 1931 Gonfalone: Drappo partito di giallo e d'azzurro, riccamente ornato di ricami d'argento e caricato dello stemma comunale con l'iscrizione centrata d'argento: Comune di Castelnuovo di Garfagnana. D.P.R. del 24 agosto 1954 |                                         |
|                                                   | Castiglione di Garfagnana Troncato di rosso e d'argento, al leone d'oro, lampassato di rosso, sormontato da un cartiglio caricato del motto "Fortis et fidelis". Gonfalone: Drappo troncato d'argento e di rosso, caricato dello stemma comunale. |                                         |
| Presente anche un'altra versione                  | Coreglia Antelminelli Troncato: nel primo d'argento, al cuore di rosso, accompagnato da due stelle di otto raggi d'oro; nel secondo di rosso, a tre montagne al naturale. Gonfalone: Drappo di bianco… |                                         |
|                                                   | Fabbriche di Vergemoli |                                         |
|                                                   | Forte dei Marmi Di cielo, al fortino d'argento, accompagnato in punta dalle lettere MCMXIV. Gonfalone: Drappo di bianco… |                                         |
|                                                   | Fosciandora Di cielo, alla montagna al naturale, cimata da un fiore d'argento, fogliato di cinque. Gonfalone: Drappo di bianco… |                                         |
|                                                   | Gallicano D'argento, al gallo al naturale, ardito, bargigliato e crestato di rosso, posto sulla campagna di verde. Gonfalone: Drappo di giallo… |                                         |
|                                                   | Lucca Troncato d'argento e di rosso. Lo stemma è sovrastato da una corona marchesale ed è attorniato da un ramo di quercia ed uno di alloro annodati fra loro da un nastro rosso listato di bianco. D.C.G. del 23 aprile 1931 Gonfalone: Drappo di colore bianco e rosso alla bordura di verde arabescata d'oro caricato dello stemma civico con l'iscrizione centrata: "Città di Lucca". In alto, nella bordura, lo stemma del terziere San Paolino contornato lateralmente dagli stemmi delle contrade "Granchio" e "Luna", sopra, "Sirena" e "Aquila", sotto. In basso, sempre nella bordura, la pantera accovacciata sorreggente con le zampe anteriori una fiamma bianca, con la dicitura "Libertas". Nei due angoli in basso un leone in maestà, su un basamento di pietra caricato delle sigle "S.P.Q.L.". Nel retro, di bianco e di rosso alla stessa bordura, in cuore, al centro di una edicola raffigurata in marmo, la figura del Simulacro di Cristo detto del Volto Santo. In alto, nella bordura, lo stemma del terziere San Salvatore contornato degli stemmi delle contrade "Sole" e "Corona" in alto, "Rosa" e "Gallo", in basso. In basso, al centro, il terziere San Martino con ai lati gli stemmi delle contrade "Pappagallo" e "Cavallo" sopra, "Ruota" e "Stella", sotto. |                                         |
|                                                   | Massarosa Scudo di colore bianco nella parte superiore e rosso in quella inferiore; quattro rose di cui una rossa in campo bianco, una bianca in campo rosso e due centrali metà rosse e metà bianche secondo il colore di base. Il tutto attraversato da due mazze verdi nocchierute disposte a croce di Sant'Andrea (blasonatura non corrispondente al disegno). Stemma autorizzato: Troncato di rosso e d'argento, a due mazze in croce di Sant'Andrea, accantonate da quattro rose al naturale, gambute e fogliate di verde. D.C.G. del 12 gennaio 1935 (lo stemma effettivamente utilizzato dal comune ha i colori del campo invertiti rispetto a quelli del decreto) Gonfalone: Drappo di colore azzurro, ornato di ricami d'argento e caricato dello stemma comunale con l'iscrizione centrata in argento "Comune di Massarosa". D.C.G. del 12 gennaio 1935 |                                         |
|                                                   | Minucciano D'argento, alla torre di rosso, aperta del campo, fondata sulla campagna di verde, cimata da un braccio al naturale, tenente una spada posta in sbarra. Gonfalone: Drappo partito di rosso e di bianco… |                                         |
|                                                   | Molazzana D'azzurro alla fortezza turrita al naturale, posta sulla campagna di verde. Gonfalone: Drappo di azzurro… |                                         |
|                                                   | Montecarlo D'azzurro, al leopardo illeonito d'oro, impugnante con la zampa destra la spada d'argento, posta in palo. D.P.R. n. 102 del 22 novembre 1984 Gonfalone: Drappo di bianco riccamente ornato di ricami d'argento e caricato dello stemma comunale con la iscrizione centrata in argento: Comune di Montecarlo. Le parti di metallo ed i cordoni saranno argentati. L'asta verticale sarà ricoperta di velluto bianco con bullette argentate poste a spirale. Nella freccia sarà rappresentato lo stemma del Comune e sul gambo inciso il nome. Cravatta con nastri tricolorati dai colori nazionali frangiati d'argento. D.P.R. n°102 del 22 novembre 1984 |                                         |
|                                                   | Pescaglia D'argento, alla fascia d'azzurro, caricata di un pesce al naturale. Gonfalone: Drappo partito di bianco e di azzurro, bordato d'oro… |                                         |
|                                                   | Piazza al Serchio Di cielo alla piazza di paese al naturale; capo di rosso, caricato di una spada e un pastorale, posti in decusse e sormontati da una mitria vescovile, d'argento. Gonfalone: Drappo di azzurro… |                                         |
|                                                   | Pietrasanta D'azzurro, a due pilastri sostenenti un arco a sesto acuto, con in mezzo una colonna con capitello corinzio, sostenente una sfera, il tutto posante su di un bozzato di marmo bianco venato. D.C.G. del 21 maggio 1929 Gonfalone: Drappo di azzurro, alla fascia di bianco… |                                         |
|                                                   | Pieve Fosciana D'argento al cuore di rosso. Motto: "Unum sumus". Gonfalone: Drappo partito di bianco e di rosso… |                                         |
|                                                   | Porcari Troncato: sopra d'argento ai tre monti all'italiana di verde; sotto, di rosso, a tre rose d'argento, 1 e 2. R.D. dell'8 aprile 1923 Gonfalone: Drappo di azzurro bordato d'oro… |                                         |
|                                                   | San Romano in Garfagnana D'azzurro, alla torre di rosso, mattonata di nero, aperta del campo, merlata di cinque alla guelfa, fondata sulla pianura di verde, accompagnata in capo dalla palma di verde e dalla spada d'argento, guarnita d'oro, poste in decusse, la spada con la guardia all'insù, posta in sbarra e caricante la palma. Ornamenti esteriori da Comune. D.P.R. del 24 dicembre 1986 Stemma antico: D'argento, alla fascia d'azzurro, accompagnata in capo da una torre merlata al naturale, aperta dello scudo, in punta da un monte di tre colli, di verde. Gonfalone: Drappo partito di bianco e di azzurro… |                                         |
| Presente anche una versione sannitica             | Seravezza Campo di cielo, a due fiumi d'azzurro (Serra e Vezza) ondati d'argento e defluenti, dai fianchi di due montagne di verde, in unico letto verso la punta, che è caricata da massi di marmo naturale: sul tutto, una rosa rossa gambuta e fogliata di verde. Ornamenti esteriori da Città. Stemma antico: Di cielo, a due montagne di verde, accostate da due fiumi al naturale, ad una rosa rossa, gambuta e fogliata di verde, sovrapposta. Gonfalone: Drappo troncato, d'azzurro e di verde, riccamente ornato di d'oro e caricato dello stemma sopra descritto con la iscrizione centrata in oro: Città di Seravezza. Le parti di metallo ed i cordoni saranno dorati. L'asta verticale sarà ricoperta di velluto dei colori del drappo, alternati, con bullette dorate poste a spirale. Nella freccia sarà rappresentato lo stemma della Città e sul gambo inciso il nome. Cravatta e nastri tricolorati dai colori nazionali frangiati d'oro. D.P.R. del 14 maggio 1976 |                                         |
|                                                   | Sillano Giuncugnano | NON PERVENUTO                           |
| Pervenuto anche uno stemma precedentemente in uso | Stazzema D'azzurro, alla sbarra d'argento, caricata di un giglio d'oro, posto in banda, accostato da due anelli dello stesso; la sbarra sormontata da un castello torricellato di due, al naturale, accompagnata in punta da un sole d'oro. Gonfalone: Drappo partito di rosso e di azzurro. |                                         |
|                                                   | Vagli Sotto D'azzurro, alla torre di rosso, terrazzata di verde, cimata da una bandiera di rosso e d'argento e accostata nel canton destro del capo da una stella di sei raggi d'argento. Gonfalone: Drappo partito di azzurro e di rosso… |                                         |
|                                                   | Viareggio Interzato in fascia, di verde, d'argento e di rosso, ad un'ancora, colla gomena attorcigliata, al naturale. D.M. del 7 aprile 1922 Gonfalone: Drappo bianco ornato ai lati di due rami di pino fogliati e fruttati e caricato dallo stemma civico con l'iscrizione centrata in oro "Città di Viareggio". Le parti in metallo ed i cordoni sono dorati. L'asta verticale è ricoperta di velluto rosso con bullette dorate poste a spirale. Nella freccia è rappresentato lo stemma della città e, sul gambo, inciso il nome. Cravatta e nastrini tricolorati dai colori nazionali e frangiati d'oro. R.D. del 4 febbraio 1942 |                                         |
|                                                   | Villa Basilica Scudo d'argento in campo bianco con al centro, un albero (castagno o gelso) con ai lati due spade ed uno scorpione in basso. Alias: D'argento, all'albero al naturale, accompagnato, nel fianco destro e nel fianco sinistro da due spade d'argento, bordate d'oro, e in punta da uno scorpione al naturale. Gonfalone: Drappo di bianco… |                                         |
|                                                   | Villa Collemandina D'azzurro, al complesso architettonico della chiesa di San Sisto visto di fronte, tegolato di rosso, fiancheggiato da quattro cipressi (2, 2); il tutto al naturale, sormontato da una stella di sei raggi. D.P.R. del 9 marzo 1964 Gonfalone: Drappo d'azzurro, riccamente ornato di ricami d'argento e caricato dello stemma civico con la iscrizione centrata in argento: Comune di Villa Collemandina. D.P.R. del 9 marzo 1964 |                                         |

## Ex comuni
| Stemma | Ex Comune e blasonatura | Gonfalone |
| ------ | --- | --------- |
|        | Fabbriche di Vallico (dal 2014 soppresso per la costituzione del comune di Fabbriche di Vergemoli) D'argento alla banda ondata d'azzurro, alla quale è sovrapposto un castello di tre torri d'oro, sormontato da tre stelle di sei raggi d'azzurro, male ordinate Gonfalone: Drappo partito di rosso e di azzurro… |           |
|        | Giuncugnano (dal 1º gennaio 2015 soppresso per la costituzione del comune di Sillano Giuncugnano) D'azzurro, alla montagna di verde, cimata da un giglio (giunchiglia) al naturale Gonfalone: Drappo di azzurro… |           |
|        | Sillano (dal 1º gennaio 2015 soppresso per la costituzione del comune di Sillano Giuncugnano) Troncato semipartito: nel primo di cielo, ad un soldato romano tenente nella mano destra una spada posta in palo e accompagnato nel fianco sinistro da un cipresso al naturale; nel secondo burellato d'argento e d'azzurro; nel terzo palato d'oro e di rosso; le fasce d'argento e i pali di rosso caricati da anelletti d'azzurro, il tutto sormontato da una corona Gonfalone: Drappo di azzurro… |           |
|        | Vergemoli (dal 2014 soppresso per la costituzione del comune di Fabbriche di Vergemoli) D'azzurro, alla freccia posta in fascia sostenente un monte di tre colli all'italiana, il tutto d'oro, con due bandiere bifide piantate sui colli più bassi, in sbarra di rosso a destra e in banda di verde a sinistra, e una croce latina piantata sul colle più alto, il tutto sormontato da tre stelle (6) d'oro male ordinate; la freccia accompagnata in punta da un compasso aperto in scaglione rovesciato, tra le cui aste sta un crescente figurato, il tutto d'oro Alias: d'azzurro ad una freccia d'oro, sostenente un monte di tre cime dello stesso, cimato da due bandiere di verde e di rosso e accompagnato in capo da tre stelle d'oro, male ordinate; in punta da un compasso d'oro, aperto, con le punte rivolte in alto, sormontato da un crescente dello stesso Gonfalone: Drappo di azzurro… |           |